# Weiler (Bidingen)
Weiler ist ein Gemeindeteil von Bidingen im schwäbischen Landkreis Ostallgäu in Bayern. Der Weiler liegt circa einen Kilometer südlich von Bidingen und ist über die Kreisstraße OAL 8 zu erreichen.

## Baudenkmäler
- Kalvarienbergkapelle, erbaut 1729/30
- Kalvarienberg